# 奥斯卡·施特劳斯
奥斯卡·施特劳斯 （德語：Oscar Straus，1870年3月6日—1954年1月11日），奥地利作曲家。他原来的姓是Strauss，但他自己省略了一个字母S，以避免与施特劳斯家族混淆。先在柏林师从布鲁赫学习，后来回到维也纳。起先写作圆舞曲，后听从小约翰·施特劳斯的建议转向轻歌剧创作，成为莱哈尔的重要竞争对手。1939年因纳粹上台，他流亡美国，晚年在好莱坞创作了一些电影配乐。他的作品以旋律优美著称。